# 대한민국 중소벤처기업부 장관
중소벤처기업부 장관은 중기부를 대표하는 직위로, 국무위원으로 보한다.

## 임명
- 국무위원 중에서 국무총리의 제청으로 대통령이 임명하며, 국무총리는 해임을 건의할 수 있다.
- 국회는 임명에 대한 인사청문회를 실시한다.

## 역할
- (정부조직법 제7조제1항) 각 행정기관의 장은 소관사무를 통할하고 소속공무원을 지휘·감독한다.
- (정부조직법 제44조) 중소벤처기업부장관은 중소기업 정책의 기획·종합, 중소기업의 보호·육성, 창업·벤처기업의 지원, 대·중소기업 간 협력 및 소상공인에 대한 보호·지원에 관한 사무를 관장한다.

## 역대 장관

### 공업진흥청장
| 정부        | 대수           | 이름                           | 임기                              | 비고            |
| ----------- | -------------- | ------------------------------ | --------------------------------- | --------------- |
| 제4공화국   | 초대           | 최종완(崔鍾浣)                 | 1973년 1월 16일~1978년 12월 22일  | 차관급으로 격상 |
| 제4공화국   | 2대            | 안영철(安永哲)                 | 1978년 12월 30일~1980년 7월 9일   |                 |
| 제4공화국   | -              | 한재열(韓在烈)                 | 1980년 7월 10일~1980년 7월 20일   | 직무대행        |
| 제4공화국   | 3대            | 김형배(金炯培)                 | 1980년 7월 21일~1986년 1월 13일   |                 |
| 제5공화국   | 3대            | 김형배(金炯培)                 | 1980년 7월 21일~1986년 1월 13일   |                 |
| 4대         | 허남훈(許南薰) | 1986년 1월 13일~1988년 3월 4일 |                                   |                 |
| 노태우 정부 | 5대            | 임인택(林寅澤)                 | 1988년 3월 5일~1988년 12월 13일   |                 |
| 노태우 정부 | 6대            | 박용도(朴鎔道)                 | 1988년 12월 13일~1990년 12월 28일 |                 |
| 노태우 정부 | 7대            | 이동훈(李東勳)                 | 1990년 12월 28일~1992년 5월 4일   |                 |
| 노태우 정부 | 8대            | 신국환(辛國煥)                 | 1992년 5월 4일~1993년 3월 3일     |                 |
| 김영삼 정부 | 9대            | 채재억(蔡載億)                 | 1993년 3월 4일~1994년 2월 24일    |                 |
| 김영삼 정부 | 10대           | 박운서(朴雲緖)                 | 1994년 2월 24일~1994년 5월 23일   |                 |
| 김영삼 정부 | 11대           | 박삼규(朴三圭)                 | 1994년 5월 23일~1995년 12월 23일  |                 |
| 김영삼 정부 | 12대           | 김유채(金裕采)                 | 1995년 12월 23일~1996년 2월 8일   |                 |

### 중소기업청장
| 정부        | 대수           | 이름                           | 임기                              | 비고     |
| ----------- | -------------- | ------------------------------ | --------------------------------- | -------- |
| 김영삼 정부 | 1대            | 이우영(李愚榮)                 | 1996년 2월 9일~1996년 12월 24일   |          |
| 김영삼 정부 | 2대            | 정해주(鄭海週)                 | 1996년 12월 24일~1997년 11월 18일 |          |
| 김영삼 정부 | 3대            | 추준석(秋俊錫)                 | 1997년 11월 20일~1999년 5월 26일  |          |
| 김대중 정부 | 3대            | 추준석(秋俊錫)                 | 1997년 11월 20일~1999년 5월 26일  |          |
| 4대         | 한준호(韓埈皓) | 1999년 5월 26일~2001년 4월 1일 |                                   |          |
| 5대         | 최동규(崔棟圭) | 2001년 4월 2일~2002년 2월 4일  |                                   |          |
| 6대         | 이석영(李錫瑛) | 2002년 2월 5일~2003년 3월 2일  |                                   |          |
| 노무현 정부 | 7대            | 유창무(柳昌茂)                 | 2003년 3월 3일~2004년 7월 19일    |          |
| 노무현 정부 | 8대            | 김성진(金成珍)                 | 2004년 7월 20일~2006년 3월 20일   |          |
| 노무현 정부 | 9대            | 이현재(李賢在)                 | 2006년 3월 21일~2008년 2월 10일   |          |
| 이명박 정부 | -              | 나도성(羅道成)                 | 2008년 2월 10일~2008년 3월 6일    | 직무대행 |
| 이명박 정부 | 10대           | 홍석우(洪錫禹)                 | 2008년 3월 7일~2010년 3월 22일    |          |
| 이명박 정부 | 11대           | 김동선(金東善)                 | 2010년 3월 23일~2011년 12월 5일   |          |
| 이명박 정부 | 12대           | 송종호(宋宗鎬)                 | 2011년 12월 7일~2013년 3월 15일   |          |
| 박근혜 정부 | 13대           | 한정화(韓正和)                 | 2013년 3월 22일~2016년 1월 17일   |          |
| 박근혜 정부 | 14대           | 주영섭(朱榮涉)                 | 2016년 1월 18일~2017년 7월 25일   |          |

### 중소벤처기업부 장관
| 정부        | 대수     | 이름           | 임기                             | 비고          |
| ----------- | -------- | -------------- | -------------------------------- | ------------- |
| 문재인 정부 | -        | 최수규(崔壽圭) | 2017년 7월 26일~2017년 11월 21일 | 직무대행      |
| 문재인 정부 | 초대     | 홍종학(洪鍾學) | 2017년 11월 21일~2019년 4월 8일  |               |
| 문재인 정부 | 2대      | 박영선(朴映宣) | 2019년 4월 8일~2021년 1월 20일   | 국회의원 겸직 |
| 문재인 정부 | 직무대리 | 강성천(姜聲千) | 2021년 1월 20일~2021년 2월 5일   | 직무대행      |
| 문재인 정부 | 3대      | 권칠승(權七勝) | 2021년 2월 5일~2022년 5월 12일   | 국회의원 겸직 |
| 윤석열 정부 | 4대      | 이영(李永)     | 2022년 5월 12일~2023년 12월 28일 |               |
| 윤석열 정부 | 5대      | 오영주(吳姈姝) | 2023년 12월 29일~2025년 7월 24일 |               |
| 이재명 정부 | 6대      | 한성숙(韓聖淑) | 2025년 7월 24일~                 |               |

## 논란

### 장관직의 장기간 공석
2017년 7월 26일 정부조직법이 개정되어 기존의 중소기업청이 중소벤처기업부로 승격되었으나, 이후 주영섭 청장이 물러난 이래 11월 21일까지 약 4개월 동안 장관직이 장기간 공석인 채로 유지되었다.
당초 정부는 벤처 창업과 운영 경험이 있는 '현장형 장관'을 염두에 뒀지만 접촉했던 30명 가까운 후보군이 인사청문회에 대한 부담과 보유 주식의 백지신탁에 따른 경영권 문제 등으로 적임자를 찾지 못했다. 이후 정부조직법이 개정되고 약 한 달이 지난 8월 24일 청와대는 박성진 포항공과대학교 교수를 장관 후보로 지명하면서 "기계공학 분야에서 세계적으로 인정받는 공학자이자 20년 전부터 대기업·벤처기업에서 현장 경험을 쌓은 학자"라며 "새 정부의 스타트업과 중소벤처기업 정책을 이끌 적임자"라고 설명하면서 "학자이긴 하지만 10년간 대기업과 벤처기업에서 근무한 현장전문가"라고 덧붙였다. 하지만 사이비과학집단에 해당하는 한국창조과학회에서 활동한 경력이 있음이 밝혀지고, 1948년 정부 수립을 '건국'으로 규정하는 뉴라이트적 역사관을 보였다는 비판이 나오면서 여당인 더불어민주당에서도 부정적 기류가 강해졌다. 결국 인사청문회에서 부적격 채택된 뒤인 9월 15일 지명된 지 22일 만에 후보자 자리에서 물러나게 되었다.
이후 여전히 벤처기업의 성공신화를 쓴 기업인들을 영입해 새로운 창업 붐을 일으키겠다는 계획이었지만 주식 문제로 모두 고사한 것으로 알려졌다. 청와대 관계자에 의하면 "주식 백지신탁 문제에 해당되지 않는 20여 명도 검증했는데 본인들이 다 고사했다. 높아진 청문회 통과 기준에 대한 부담이 작용한 것으로 보인다"는 것이다. 그리고 39일이 지난 10월 23일 새 후보자로 홍종학 전 민주당 의원을 새롭게 지명하였다. 청와대는 "경제학 교수, 경제정의실천시민연합 정책위원장 등을 거쳐 제19대 국회의원으로 기획재정위에서 활동했다. 이론과 실전을 겸비한 경제전문가"라며 "대기업 중심의 경제구조를 중소벤처 중심으로 전환하고 공정거래확립과 대·중소기업 확립을 통해 양질의 일자리 창출에 기여할 것으로 기대한다"고 밝혔다. 한편, 장관 인선이 늦어지는 것과 관련하여 중소기업측은 "문재인정부 출범 6개월이 지났지만 중기부 장관이 없다는 것은 말이 안되는 상황"이라며 "국회도 여야를 떠나 대승적인 차원에서 중소기업과 소상공인들을 생각해 하루라도 빨리 장관 임명에 힘을 보탤 필요가 있다"고 말했다. 중기부공무원노동조합도 거들어서 "중기부 노조는 국가와 청년의 미래보다 당리당략을 앞세우는 정치권에 대해 깊은 유감과 우려를 표한다"면서 "장관이 공석인 상황에서 누가 조직의 비전과 목표를 확정지을 수 있겠는가"라고 목소리를 높였다. 중기부는 승격 이후 4실 체제를 갖추었지만 실장 두 자리와 감사관, 정책관 네 자리 등 주요 자리 9석이 공석인 상황이다. 11월 20일 인사청문회를 거쳤지만 자유한국당이 지명 철회를 요구하여 보고서 채택이 이루어지지 않은 채 21일에 홍종학 후보자가 정식 임명되면서 문제는 일단락되었다.

## 같이 보기
- 중소벤처기업부
- 중소벤처기업부 차관